# Bitwa pod Błoniem (1770)
Bitwa pod Błoniem – bitwa stoczona 12 lutego 1770 roku w trakcie konfederacji barskiej.
Do bitwy pod Błoniem, zwanej też bitwą pod Zawadami doszło 12 lutego 1770 roku. Zmierzający do Warszawy konfederaci barscy z Wielkopolski ponieśli klęskę w starciu z armią rosyjską. Bitwa ta zamyka okres działań zaczepnych (na większą skalę) konfederatów.   